# Peugeot 108
El Peugeot 108 es un automóvil del segmento A producido por el fabricante francés Peugeot desde 2014. Compite con modelos como el Ford Ka, Fiat Panda y el Renault Twingo. En cifras el Peugeot 108 cuenta con una longitud de 3.475 mm, una altura de 1.460 mm y una anchura de 1.616 mm. Su maletero es de 180 litros, posicionándose así cerca de 100 litros por debajo del maletero del Peugeot 208. El Peugeot 108 está disponible con dos motorizaciones gasolina, un 1.0 VTI de 68 caballos y un 1.2 PureTech de 82 caballos. La opción de 68 caballos tiene un cambio automático mientras que la opción de 82 caballos llega asociado a un cambio manual.